# Чиркин-Поле
Чиркин-Поле (серб. Чиркин Поље) — населённый пункт (посёлок) в общине Приедор, который принадлежит энтитету Республике Сербской, Босния и Герцеговина. Расположен в 2 км к северо-востоку от центра города Приедор.

## Население
Численность населения посёлка Чиркин-Поле по переписи 2013 года составила 2698 человек.
Этнический состав населения населённого пункта по данным переписи 1991 года:
- сербы — 1623 (81,31 %),
- хорваты — 99 (4,95 %),
- боснийские мусульмане — 29 (1,45 %),
- югославы — 172 (8,61 %),
- прочие — 73 (3,65 %).

Всего: 1996 человек.